# Premi de la Crítica de poesia gallega
El Premi de la Crítica de poesia gallega és un Premi literari d'Espanya que, des de 1976, concedeix l'Associació Espanyola de Crítics Literaris dins la convocatòria anual del Premi de la Crítica, on es valora el considerat millor recull de poemes escrit en gallec i publicat l'any anterior. 

## Premiats
- 1976: Celso Emilio Ferreiro, per Onde o mundo se chama Celanova.
- 1977: No es va entregar per regularització de dates
- 1978: Salvador García-Bodaño, per Tempo de Compostela.
- 1979: Eduardo Moreiras, per  O libro dos mortos.
- 1980: Xohana Torres, per Estacións ao mar.
- 1981: Claudio Rodríguez Fer, per Tigres de ternura.
- 1982: Xoán Manuel Casado, per  O libro de Caldelas.
- 1983: Vítor Vaqueiro, per A fraga prateada.
- 1984: Miguel Anxo Fernán-Vello, per Seivas de amor e tránsito.
- 1985: Antón Avilés de Taramancos, per Cantos caucanos.
- 1986: Xosé María Álvarez Cáccamo, per Os documentos da sombra.
- 1987: Xavier Rodríguez Baixeras, per A gándara da noite.
- 1988: Ramiro Fonte, per Pasa un segredo.
- 1989: Luís González Tosar, per Remol das travesías.
- 1990: Fermín Bouza Álvarez, per Labirinto de inverno.
- 1991: Gonzalo Navaza, per Fábrica íntima
- 1992: Xavier Rodríguez Barrio, per Antiga claridade.
- 1993: Xulio López Valcárcel, per Memoria de agosto.
- 1994: Xosé Luís Méndez Ferrín, per Estirpe.
- 1995: Ramiro Fonte, per Luz de mediodía.
- 1996: Pilar Pallarés, per Livro das devoracións.
- 1997: Xavier Rodríguez Baixeras, per Beira norte.
- 1998: Yolanda Castaño, per Vivimos no ciclo das Erofanías
- 1999: Manuel Álvarez Torneiro, per Luz de facer memoria.
- 2000: Gonzalo Navaza, per Libra
- 2001: Manuel Forcadela, per Refutación da musa.
- 2002: Xavier Seoane, per Dársenas do ocaso.
- 2003: Xulio López Valcárcel, per Casa última.
- 2004: Miguel Anxo Fernán-Vello, per Territorio da desaparición.
- 2005: Román Raña, per As metamorfoses do túnel.
- 2006: Manuel Vilanova, per A Esmeralda Branca.
- 2007: Helena de Carlos, per Vigo.
- 2008: Chus Pato, per Hordas de escritura.
- 2009: Luz Pozo Garza, per Deter o día cunha flor.
- 2010: Marga do Val, per  A cidade sen roupa ao sol.
- 2011: Olga Novo, per Cráter.
- 2012: Manuel Álvarez Torneiro, per Os ángulos da brasa.
- 2013: Berta Dávila, per Raíz da fenda.
- 2014: Gonzalo Hermo, per Celebración.
- 2015: María do Cebreiro, per  O deserto.
- 2016: Eva Veiga, per Soño e Vértice.
- 2017: Lupe Gómez, per Camuflaxe.
- 2018: Pilar Pallarés, per Tempo fósil.
- 2019: Olga Novo, per Feliz idade.
- 2020: Ana Romaní, per A desvértebra[4]
- 2021: Medos Romero, per O sol era Ela[5]